# Freeride World Tour 2025
Navigation
2024 2026
Le  Freeride World Tour 2025 est la 18e édition du Freeride World Tour, compétition organisée annuellement depuis 2008. 

## Programme de la saison

### Evènements
6 évènements sont planifiées sur 6 pays différents en Europe et en Amérique du Nord :
- Baqueira Beret Pro
- Val Thorens Pro
- Kicking Horse Golden BC Pro
- Georgia Pro (à Tetnuldi)
- Fieberbrunn Pro
- Yeti Xtreme Verbier by Honda (Finale)

Pour chaque évènement, une épreuve est organisée dans chacune des 4 spécialités : ski hommes et dames, snowboard hommes et dames

### Participants
Dans chaque spécialité les participants à l'ensemble de la saison sont : 
- les qualifiés pour la finale du Freeride World Tour 2024
- les qualifiés du FWT Challenger 2024 Europe-Asie-Océanie
- les qualifiés du FWT Challenger 2024 Amériques
- des invités choisis par l'organisation

Les invités ponctuels qui ne participent pas à l'ensemble des compétitions, n'apparaissent pas dans le classement général de chaque spécialité (Marion Haerty, Nadine Wallner, ...).

### Classement
Chacune des 5 premières épreuves attribue des points en fonction du classement (voir ci-après en fonction de la spécialité). Un classement général provisoire est établi à la fin de ces 5 premières épreuves en  comptabilisant les 3 meilleurs résultats de chaque compétiteur.  
Les meilleurs (dont le nombre est compris entre 50 et 60 % des participants) sont qualifiés pour la finale à Verbier. Ils sont au nombre de 13 pour le ski hommes, de 7 pour le ski dames et le snowboard hommes et de 4 pour le snowboard dames. Ils sont aussi sélectionnés pour disputer le Freeride World Tour 2026. Les suivants devront disputer le FWT Challenger.
Après la finale à Verbier, le classement général est établi en comptabilisant les 4 meilleurs résultats de chaque compétiteur.

### Attribution des points

#### Ski Hommes
Le système donne 10000 points au vainqueur de chacune des 5 premières épreuves puis un nombre de points décroissant jusqu'à la 35e place. Pour la finale, le système donne 12500 points au vainqueur puis un nombre de points décroissant jusqu'à la 35e place.
| Place                | 1     | 2     | 3    | 4    | 5    | 6    | 7    | 8    | 9    | 10   | 11   | 12   | 13   | 14   | 15   | 16   | 17   |
| -------------------- | ----- | ----- | ---- | ---- | ---- | ---- | ---- | ---- | ---- | ---- | ---- | ---- | ---- | ---- | ---- | ---- | ---- |
| 5 premières épreuves | 10000 | 8800  | 7920 | 7200 | 6560 | 6000 | 5520 | 5120 | 4760 | 4420 | 4100 | 3800 | 3520 | 3260 | 3020 | 2800 | 2600 |
| Finale               | 12500 | 11000 | 9900 | 9000 | 8200 | 7500 | 6900 | 6400 | 5950 | 5525 | 5125 | 4750 | 4400 |      |      |      |      |

| Place                | 18   | 19   | 20   | 21   | 22   | 23   | 24   | 25   | 26   | 27   | 28   | 29   | 30   | 31   | 32   | 33   | 34   | 35   |
| -------------------- | ---- | ---- | ---- | ---- | ---- | ---- | ---- | ---- | ---- | ---- | ---- | ---- | ---- | ---- | ---- | ---- | ---- | ---- |
| 5 premières épreuves | 2420 | 2260 | 2120 | 2000 | 1900 | 1820 | 1760 | 1720 | 1680 | 1640 | 1600 | 1560 | 1530 | 1495 | 1465 | 1430 | 1400 | 1370 |
| Finale               |      |      |      |      |      |      |      |      |      |      |      |      |      |      |      |      |      |      |

#### Ski Dames, Snowboard Hommes et Dames
Le système donne 10000 points au vainqueur de chacune des 5 premières épreuves puis un nombre de points décroissant jusqu'à la 17e place. Pour la finale, le système donne 12000 points au vainqueur puis un nombre de points décroissant jusqu'à la 17e place. 
| Place                | 1     | 2     | 3    | 4    | 5    | 6    | 7    | 8    | 9    | 10   | 11   | 12  | 13  | 14  | 15  | 16  | 17  |
| -------------------- | ----- | ----- | ---- | ---- | ---- | ---- | ---- | ---- | ---- | ---- | ---- | --- | --- | --- | --- | --- | --- |
| 5 premières épreuves | 10000 | 8000  | 6400 | 5120 | 4095 | 3275 | 2620 | 2095 | 1675 | 1340 | 1070 | 855 | 685 | 550 | 440 | 350 | 280 |
| Finale               | 12500 | 10000 | 8000 | 6400 | 5120 | 4095 | 3275 |      |      |      |      |     |     |     |     |     |     |

## Classement général

### Ski
| Rang | Nom                     | Points | Victoire(s) | Podium(s) |
| ---- | ----------------------- | ------ | ----------- | --------- |
| 1    | Marcus Goguen           | 36920  | 2           | 3         |
| 2    | Martin Bender           | 29845  | 1           | 2         |
| 3    | Toby Rafford            | 29420  |             | 2         |
| 4    | Benjamin James Ricahrds | 29160  |             | 2         |
| 5    | Valentin Rainer         | 29150  |             | 1         |
| 6    | Ross Tester             | 28320  | 1           | 2         |
| 7    | Weitien Ho              | 27520  | 1           | 1         |
| 8    | Virgile Didier          | 26900  |             | 1         |
| 9    | Tiemo Rolshoven         | 22760  |             |           |
| 10   | Abel Moga               | 21760  |             | 1         |

| Rang | Nom                     | Points | Victoire(s) | Podium(s) |
| ---- | ----------------------- | ------ | ----------- | --------- |
| 1    | Justine Dufour-Lapointe | 34400  | 1           | 4         |
| 2    | Jenna Keller            | 31775  | 1           | 3         |
| 3    | Astrid Cheylus          | 27215  | 1           | 2         |
| 4    | Lena Kohler             | 24895  |             | 3         |
| 5    | Molly Armanino          | 24795  | 1           | 1         |
| 6    | Lily Bradley            | 21310  | 1           | 1         |
| 7    | Zuzanna Witych          | 19675  | 1           | 2         |
| 8    | Arianna Tricomi         | 12285  |             |           |
| 9    | Taylor Dobyns           | 11640  |             | 1         |
| 10   | Chloe Hehir             | 10490  |             |           |

### Snowboard
| Rang | Nom               | Points | Victoire(s) | Podium(s) |
| ---- | ----------------- | ------ | ----------- | --------- |
| 1    | Victor de Le Rue  | 34400  | 2           | 4         |
| 2    | Cody Bramwell     | 33120  | 2           | 3         |
| 3    | Liam Rivera       | 31275  | 1           | 3         |
| 4    | Enzo Nilo         | 23195  | 1           | 1         |
| 5    | Jonathan Penfield | 23040  |             | 2         |
| 6    | Holden Samuels    | 21115  |             | 2         |
| 7    | Michael Mawn      | 19115  |             | 1         |
| 8    | Rémi Benamo       | 16190  |             | 1         |
| 9    | Tim Schröder      | 13895  |             | 1         |
| 10   | Camille Armand    | 11670  |             |           |

| Rang | Nom                   | Points | Victoire(s) | Podium(s) |
| ---- | --------------------- | ------ | ----------- | --------- |
| 1    | Noémie Equy           | 42500  | 4           | 5         |
| 2    | Michaela Davis-Meehan | 36000  | 1           | 4         |
| 3    | Núria Castan Baron    | 25920  |             | 3         |
| 4    | Anna Martinez         | 25675  |             | 2         |
| 5    | Erin Sauvé            | 16895  |             | 2         |
| 6    | Audrey Hebert         | 16640  |             | 1         |
| 7    | Estelle Rizzolio      | 13310  |             |           |

## Calendrier et résultats

### Ski

#### Messieurs
| N°     | Lieu                                  | Date                  | Vainqueur                 | Deuxième                  | Troisième                 |
| ------ | ------------------------------------- | --------------------- | ------------------------- | ------------------------- | ------------------------- |
| 1      | Baqueira Beret Pro                    | 18 au 23 janvier 2025 | Ross Tester               | Toby Rafford              | Benjamin James Richards   |
| 2      | Val Thorens Pro                       | 29 janvier 2025       | Martin Bender             | Valentin Rainer           | Marcus Goguen             |
| 3      | Kicking Horse Golden BC Pro           | 7 février 2025        | Marcus Goguen             | Abel Moga                 | Benjamin James Richards   |
| 4      | Georgia Pro (à Tetnuldi)              | 1er mars 2025         | Marcus Goguen             | Martin Bender             | Virgile Didier            |
| 5      | Fieberbrunn Pro                       | 8 au 13 mars 2025     | Annulé (conditions météo) | Annulé (conditions météo) | Annulé (conditions météo) |
| Finale |                                       |                       |                           |                           |                           |
| 6      | Yeti Xtreme Verbier by Honda (Finale) | 20 mars 2025          | Weitien Ho                | Ross Tester               | Toby Rafford              |

#### Dames
| N°     | Lieu                                  | Date                  | Vainqueur               | Deuxième                | Troisième               |
| ------ | ------------------------------------- | --------------------- | ----------------------- | ----------------------- | ----------------------- |
| 1      | Baqueira Beret Pro                    | 18 au 23 janvier 2025 | Justine Dufour-Lapointe | Astrid Cheylus          | Zuzanna Witich          |
| 2      | Val Thorens Pro                       | 29 janvier 2025       | Astrid Cheylus          | Justine Dufour-Lapointe | Lena Kohler             |
| 3      | Kicking Horse Golden BC Pro           | 7 février 2025        | Molly Armanino          | Jenna Keller            | Lena Kohler             |
| 4      | Georgia Pro (à Tetnuldi)              | 1er mars 2025         | Zuzanna Witich          | Jenna Keller            | Taylor Dobyns           |
| 5      | Fieberbrunn Pro                       | 7 mars 2025           | Lily Bradley            | Nadine Wallner          | Justine Dufour-Lapointe |
| Finale |                                       |                       |                         |                         |                         |
| 6      | Yeti Xtreme Verbier by Honda (Finale) | 20 mars 2025          | Jenna Keller            | Justine Dufour-Lapointe | Lena Kohler             |

### Snowboard

#### Messieurs
| N°     | Lieu                                  | Date                  | Vainqueur        | Deuxième       | Troisième         |
| ------ | ------------------------------------- | --------------------- | ---------------- | -------------- | ----------------- |
| 1      | Baqueira Beret Pro                    | 18 au 23 janvier 2025 | Victor de Le Rue | Tim Schröder   | Jonathan Penfield |
| 2      | Val Thorens Pro                       | 29 janvier 2025       | Enzo Nilo        | Rémi Benamo    | Michael Mawn      |
| 3      | Kicking Horse Golden BC Pro           | 7 février 2025        | Victor de Le Rue | Holden Samuels | Jonathan Penfield |
| 4      | Georgia Pro (à Tetnuldi)              | 1er mars 2025         | Cody Bramwell    | Liam Rivera    | Victor de Le Rue  |
| 5      | Fieberbrunn Pro                       | 7 mars 2025           | Liam Rivera      | Cody Bramwell  | Holden Samuels    |
| Finale |                                       |                       |                  |                |                   |
| 6      | Yeti Xtreme Verbier by Honda (Finale) | 20 mars 2025          | Cody Bramwell    | Liam Rivera    | Victor de Le Rue  |

#### Dames
| N°     | Lieu                                  | Date                  | Vainqueur             | Deuxième              | Troisième         |
| ------ | ------------------------------------- | --------------------- | --------------------- | --------------------- | ----------------- |
| 1      | Baqueira Beret Pro                    | 18 au 23 janvier 2025 | Noémie Equy           | Anna Martinez         | Audrey Hebert     |
| 2      | Val Thorens Pro                       | 29 janvier 2025       | Marion Haerty         | Noémie Equy           | Núria Castan Baon |
| 3      | Kicking Horse Golden BC Pro           | 7 février 2025        | Michaela Davis-Meehan | Anna Martinez         | Erin Sauvé        |
| 4      | Georgia Pro (à Tetnuldi)              | 1er mars 2025         | Noémie Equy           | Michaela Davis-Meehan | Núria Castan Baon |
| 5      | Fieberbrunn Pro                       | 7 mars 2025           | Noémie Equy           | Michaela Davis-Meehan | Erin Sauvé        |
| Finale |                                       |                       |                       |                       |                   |
| 6      | Yeti Xtreme Verbier by Honda (Finale) | 20 mars 2025          | Noémie Equy           | Michaela Davis-Meehan | Núria Castan Baon |